# Historie svatomartinských tradic
Historie svatomartinských tradic započala již během raného středověku, kdy uctívání svatého Martina získalo postupem doby evropský rozměr. Kostely zasvěcené sv. Martinovi se záhy nalézaly od Korutan až po hanzovní města, obzvláště pak na franském a bavorském území. Martin z Tours byl prvním světcem, který byl svatořečeným za svůj příkladný život a ne jako mučedník. Zároveň ztělesňoval přechod od pohanství a antického dědictví ke křesťanství. Den sv. Martina byl (tak jako den sv. Mikuláše / Nikolotag či Hasenbartl a sv. Tomáše / Thomastag či Schweinethomas) dnem veselic, lovů a zabijaček. Tradice martinské husy (či martinského vepře), která byla na mnoha místech konzumována v den světcova svátku, souvisela s ukončením zemědělského roku, s odvodem úroků vrchnosti, s adventním šestitýdenním půstem (začínajícím 12. listopadu) a ve vinařských oblastech s ochutnávkou prvního vína. V některých oblastech se zapalovaly martinské ohně, které nahradily lampiony, světil se chléb a peklo obřadní pečivo. Den 11. listopadu se vyznačoval lidovým veselením, začínaly fungovat tribunály, parlamenty, školy, slavily se volby do místních zastupitelstev, platívaly se daně a obnovovaly se kontrakty. Mnohé z těchto obyčejů přežily i světcův kult.

## Nejstarší historie svatomartinských tradic
Martinský kult je v Galii doložen již v 5. století. Životopis Martina z Tours sepsal už ve 4. století Sulpicius Severus a Perpetuus, biskup z Tours, stanovil 11. listopad (den pohřbu Martina z Tours) za začátek předvánočního čtyřicetidenního postního období (Martinsquadragese). Z jakého důvodu byl v Galii tak oslavován, se můžeme jen domnívat: na masy jistě působila jeho posmrtná zázračná síla, na vedoucí intelektuální a duchovní vrstvy jeho boj proti arianismu.
Franský král Chlodvík I. se po svém vítězství nad Vizigóty (Bitva u Vouillé) vrátil do říše, v Remeši přijal křest a v roce 508 se v Tours odehrál slavnostní státní akt, který sestával z bohoslužby, investitury a pompézní královské holdující jízdy na koni. Místem celé slávy zvolil Chlodvík baziliku sv. Martina (Basilique Saint-Martin de Tours), kterému zde složil hold. Tímto aktem učinil ze sv. Martina nejen svého, ale také říšského patrona. Sv. Martin, „průkopník pravé víry”, se tak stal pojítkem mezi Romány a Franskou říší. Pro Franky, ne zcela ještě odtržené od pohanství, nepředstavoval jen trpícího mučedníka-biskupa. Byl pro ně tím, čím byli oni sami: válečníkem, bojovníkem. Sv. Martin se podobal jejich bohovi Wodanovi, jezdec na koni a ve slavném plášti (cappa s. Martini), který byl uschován v Paříži v oratoriu hradního paláce, od 8. století podle pláště nazývané „capella” a jeho strážci „capellani”.
Pozdněgotická martinská patrocinia se z galsko-římského území (Francké říše) šířila do celé raně středověké Evropy. Würzburská diecéze (Východní Franky) spravovala v roce 740 na 20 kostelů, z toho 12 jich bylo zasvěcených sv. Martinu. I když byl uctíván hlavně ve Franské říši, kostely mu zasvěcovali také saští panovníci na kolonizovaném slovanském území, např. v Míšni (Martinskapelle). Na německém území najdeme svatomartinská patrocinia z dob vlády Dagoberta I. nebo Karla Martela, v biskupstvích Jindřicha I. Ptáčníka a Oty I., dále v alpských zemích diecéze pasovské a salcburské, z dob Franské říše v Bretani, z karolinského období v Itálii a u jižních Slovanů (Kraňsko, Istrie, Dalmácie). Svatomartinské kostely v severských zemích jsou spíše výsledkem franského obchodování a křesťanských misí.
Kolonizace za vlády Oty I. zanechala znatelné stopy v zasvěcování sv. Martinu také na území západních Slovanů. Patrocinia sv. Jiří a sv. Martinovi, která byla na rakouském území výsledkem franské kolonizace, se šířila směrem z dolnorakouského území na jižní Moravu (Podyjí), což badatelsky prokázal rakouský historik Max Vancsa (1866–1947), ředitel Dolnorakouského zemského archivu a zakladatel Dolnorakouského zemského muzea. Gratiánův dekret (kolem r. 1140) obsahoval mimo oslavy sv. Martina z Tours dalších 40 církevních slavností. K ústupu velké svatomartinské tradice došlo až po investituře, zejména na území středního Německa (Sasko, Sasko-Anhaltsko a Durynsko), kde sv. Martin upadl v době reformace téměř v zapomnění, u římskokatolické církve pak v potridentské době. Svatomartinská patrocinia oživila teprve až katolická zbožnost 19. století. Martinský kult přežíval především ve venkovském prostředí, například u bavorských kmenů (Altbayern), kde při konkurenci asi 60 svatých bylo sv. Martinovi zasvěceno 245 kostelů, tedy asi jedna dvanáctina.

### Martinská husa
Kořeny tradice martinské husy lze dohledat v Německu, kde již za vlády císaře Karla Velikého byl den sv. Martina (Martinstag) podzimním termínem k odvádění úroků (též „bílé vykrmené husy”) a robotních dávek vrchnosti (Martinsschoß). Na Moravě je doložena v roce 1552 koupě dvora Radotice, který byl na sv. Martina telčské vrchnosti povinován odvodem kopy grošů a „bílou husou s červenýma očima“ (tzn. dobře vykrmenou). Odvádění hus se někdy odehrávalo za mimořádných ceremonií, např. jihomoravská obec Dyjákovice odevzdávala každoročně husu na zámek do Moravského Krumlova na vyzdobeném voze, taženém čtyřmi bělouši. Sedláci z obce Poličná dávali o sv. Martině „po půl huse” odúmrti. Na (uherčické panství (r. 1628) odváděl „Rappensteiner Hof” u vsi Mešovice na sv. Martina namísto roboty seno a „jednu bílou vykrmenou husu s červenýma očima”. Zrovna tak poddaní ze „Zimní ulice” (Winterzeile) ve vsi Rancířově, kteří odevzdávali ve svatomartinský den „jednu bílou husu s červenýma očima” do kláštera v Gerasu.

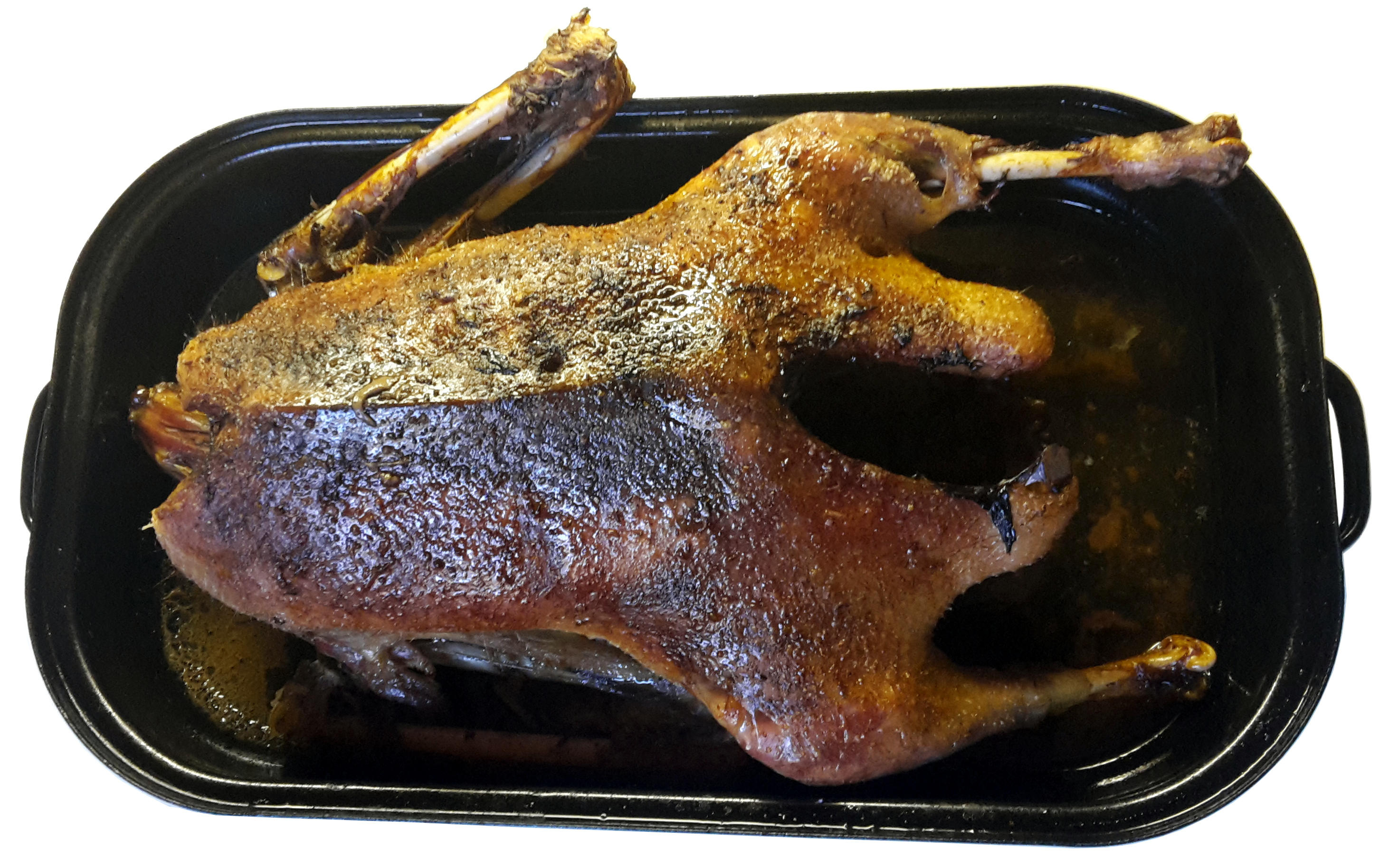
Pečená husa

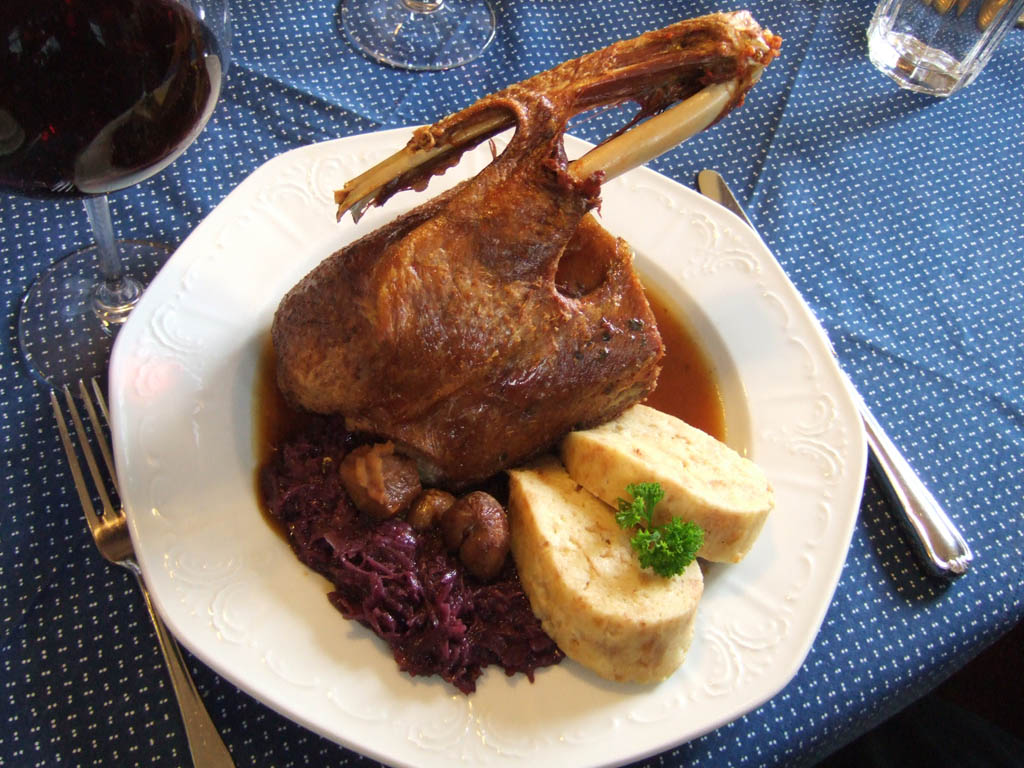
Svatomartinská husa s červeným zelím a houskovým knedlíkem

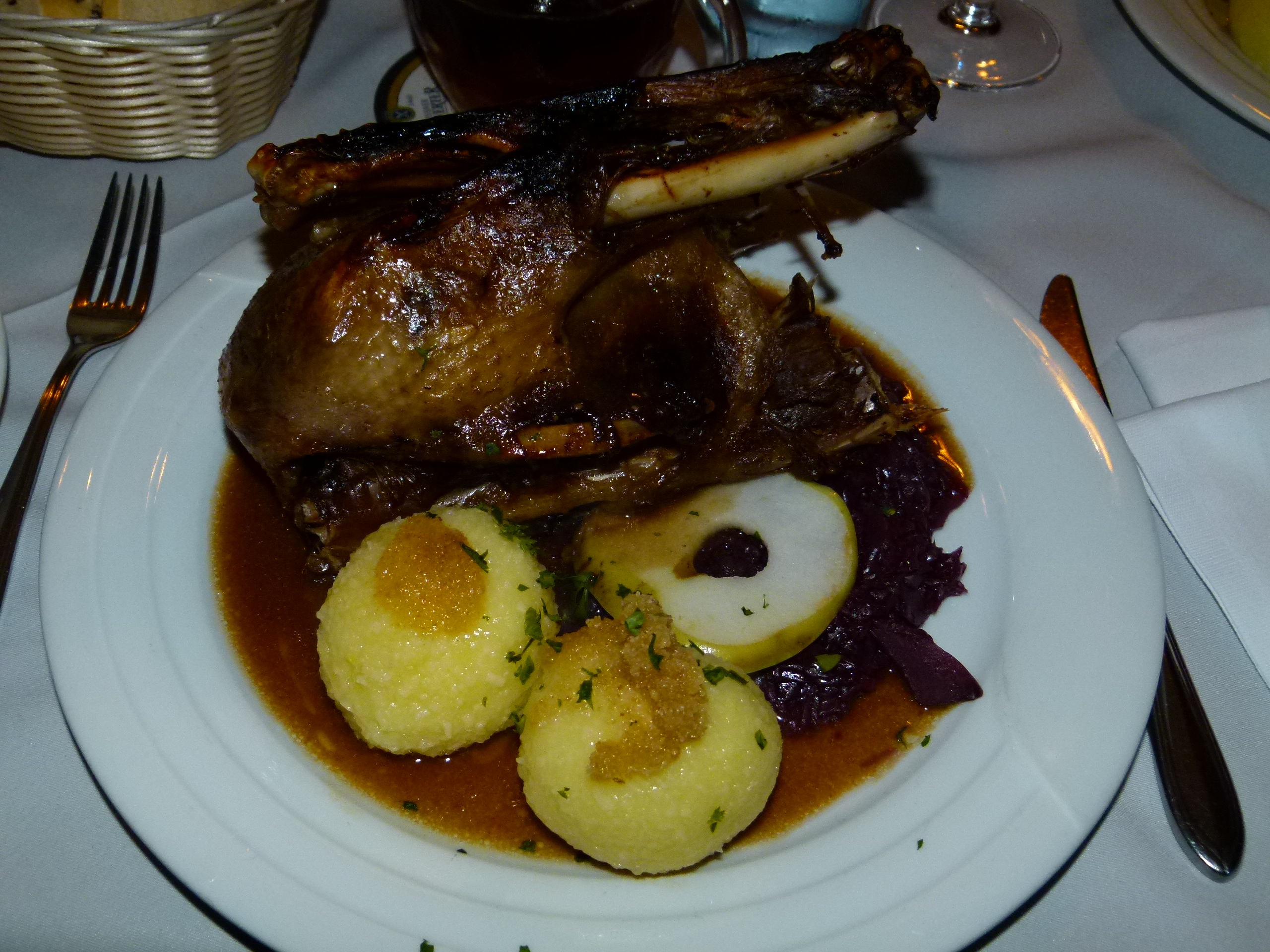
Svatomartinská husa s červeným zelím a durynským (bramborovým) knedlíkem / Thüringer Klößen

K pojídání husy se tradují dvě apokryfální legendy ze života sv. Martina. Jedna praví, že svatý Martin, který měl být jmenován biskupem, se z vrozené skromnosti před takovou poctou ukryl do husince. Husy svým kejháním Martinovu skrýš prozradily, což byl pádný důvod, aby skončily na pekáči. Druhá pro změnu uvádí, že husy svým hlučným kejháním rušily Martinovo kázání a tak si svůj trest odpykávají na svatomartinské tabuli. Zvyk konzumovat husí pečeně na sv. Martina lze vysledovat u starých kalendářů (např. „Alte Tiroler Bauernkalender”, norské runové kalendáře), kde u 11. listopadu byla vyobrazena husa. Nejstarší zmínka o martinské huse pochází od Antona von Snakenburg (zemřel r. 1476), mnicha z kláštera Corvey, který uvádí, že v roce 1171 Othelricus von Svalenberg daroval tamním mnichům stříbrnou husu („silberne Gans zum Geschenk gemacht habe”). V Čechách se zachovaly martinské husy v koledách z 15. století a v řádech řeznických cechů, např. z roku 1535 cechu řeznického z Kroměříže, který upravoval prodej hus od sv. Václava až po týden po sv. Martinu, z roku 1610 ze Znojma či Napajedel.
Item ti, jenž husy bijí, mají teprv ten pondělí po sv. Sixtu počínati husy bíti, jakž od starodávna bývalo, a dvě neděle po sv. Martinu zase přestati.
Řád cechu řeznického, ve Znojmě, 1610
V 16. a 17. století zachytila martinskou husu mnohá literární díla: v roce 1595 sepsal Melchior de Fabris, německý katolický farář, kázání „Von der Martins Gans” (O martinské huse), který vyzdvihoval mytologický význam martinské husy pro její bdělost a ostražitost, roku 1607 Wolfahrt Spangenberg („Ganskönig“), roku 1609 Johannes Olorinus Variscus (Die „Martinsgans”) a básníci z družiny kolem Jana Hodějovského z Hodějova, atd. Proti martinskému hodování a nestřídmému pojídání martinské husy brojili reformační faráři, například Jiří Tesák Mošovský, evangelický děkan v Kouřimi, vydal v roce 1612 pojednání „Martinianus anser, Svatomartinská hus” a v roce 1646 Johann Junghans, německý protestantský kněz z Gery, křesťanské kázání „Anser Martinianus, oder Martins-Ganß”. O martinské huse podává zprávu ve své korespondenci též paní Zuzana Černínová, která si stýská svému synu Humprechtovi, že sama a sama jedla husičku svatomartinskou. Heřman že odjel do Pacova na kvas martinský, na svatomartinskou hus.
V 19. století stoupl s obnovenými svatomartinskými tradicemi samozřejmě také zájem o jejich historický výzkum. V německém prostředí dominovaly nejprve germánsko-mytologické aspekty výzkumu (např. Heino Pfannenschmid, Karl Joseph Simrock, Carl Clemens, Herbert Freudenthal), na přelomu let 1960/70 kulturně-prostorové přístupy (např. Ernst Burgstaller, Elfriede Grabner, Dietmar Sauermann) a od let 1980/90 transformační aspekty (např. Werner Mezger, Herbert Schwedt). Gottfried Wilhelm Leibniz spatřoval spojení jejího pojídání jednoduše v tom, že podzimní roční období se vyznačovalo „tlustými vykrmenými husami”, s čímž souhlasil i Karl Simrock. Ten doplnil, že proto bývala husa oblíbenou germánskou pohanskou obětí, jež se přinášela Wodanovi právě na podzim. Čeští badatelé a etnografové spojovali sv. Martina (coby vojáka) s římským bohem války Martem, „milovníkem hus”, známých to zachranitelek Kapitolu (podle Jana Šentygara z Chotěřiny. Český kulturní historik, folklorista a etnograf Čeněk Zíbrt vydal v roce 1889 příspěvek ke kulturním českým dějinám „Staročeské výroční obyčeje, pověry, slavnosti a zábavy prostonárodní”, kde uvádí pověst Josefa Svátka „o knížeti Oldřichovi, zakladateli „českého martinského posvícení”.
A proč bylo zavedeno posvícení martinské, o tom se vypravuje tato pověst (podle Jos. Svátka): Kdysi vyjel si český kníže Oldřich lovit do lesů křivoklátských, kde se však odloučil od své družiny a zmátl si cestu v hustém lese. Troubení jeho přivolalo uhlíře z nedaleké osady, kde právě slavili posvícení. Uhlíř vyvedl knížete, jehož neznal, z lesa, a pozval ho do své chatrče na husu. Kníže, který se vydával za knížecího komorníka Janka, přijal pozvání uhlířovo a poživ husy posvícenské a pobaviv se v chatrči jeho, pozval ho, aby ho v Praze na hradě navštívil. Uhlíř to slíbil za tou výminkou, že mu tam pan Janek dá též upéci husu. Potom vyvedl knížete z lesů. Kníže sešel se brzy se svou družinou a vesele jí vyprávěl, co se mu přihodilo. V den sv. Martina dostavil se uhlíř skutečně na hrad Pražský a poptával se po panu Jankovi. Dvořané, jsouce již na jeho příchod připraveni, uvedli ho ke knížeti, s nímž užaslý uhlíř potom stoloval a na huse si pochutnal. Na památku tohoto vysvobození svého z lesa a srdečné pohostinství českých uhlířů ustanovil kníže Oldřich, aby každého roku slavil se den sv. Martina pečenou husou a z toho ustanovení mělo počátek posvícení martinské.
Vídeňské Noviny, 10. říjen 1939, s. 6
Husy pro císařský dvůr. Na sv. Martina dostavila se do Vídně deputace židovské náboženské obce z Prešpurku, aby po starém zvyku, datujícím se již z doby Marie Terezie, odvedla u dvora martinské husy. Šest nádherných exemplářů, zdobených stužkami uherských národních barev, odevzdáno dvornímu důstojníku prò komoru císaře a následníka trůnu arcivévodu Karla.
Čech, politický týdeník katolický, 15.11.1915, s. 4

### Martinské rohlíky a koláče
Obdobné dohady jako o vzniku martinské husy se vedly u martinských rohlíků (z žitné mouky vejražky nebo pšeničné), nazývané také martiny, martinské podkovy, roháče, rohy, zahýbáky, vandrovnice (ale také „Rohlík Svato-Martinský, Arculaturn Martinale, Martinshorn”), které se vázaly ve tvaru zahnutého válečku; plnily mákem, hruškovými či švestkovými povidly, ořechy, perníkem i mrkví. Čeští obrozenečtí historici a národopisci tvrdili, že svátek sv. Martina položila církev právě do doby slavností Baccha, boha vína a opilství, zobrazovaného s dvěma růžky na hlavě, proto začali pekaři péci pečivo podobné těmto růžkům; němečtí národopisci udávali, že už papežský legát Bonifatius v Germánii zaznamenal pohanské obřadní zvyklosti, při kterých se obětovalo bohům pečivo ve tvaru božstva nebo jejich atributů či přímo ve tvaru obětí a které pak přešly na křesťanské slavnosti. Z těsta upečený býk byl později obětován taktéž sv. Martinu, křesťanskému patronu pastýřů a stád. Martinské rohlíky / Martinshörner (Hannover, Sasko, Švábsko, Slezsko, Čechy, Rakousko) tak mají připomínat starověký roh k pití (Trinkhorn) či rohy obětovaného býka. Recept na martinské rohlíky zachytila ve své kuchařce také Magdalena Dobromila Rettigová.
Křehké martinské rohlíky.

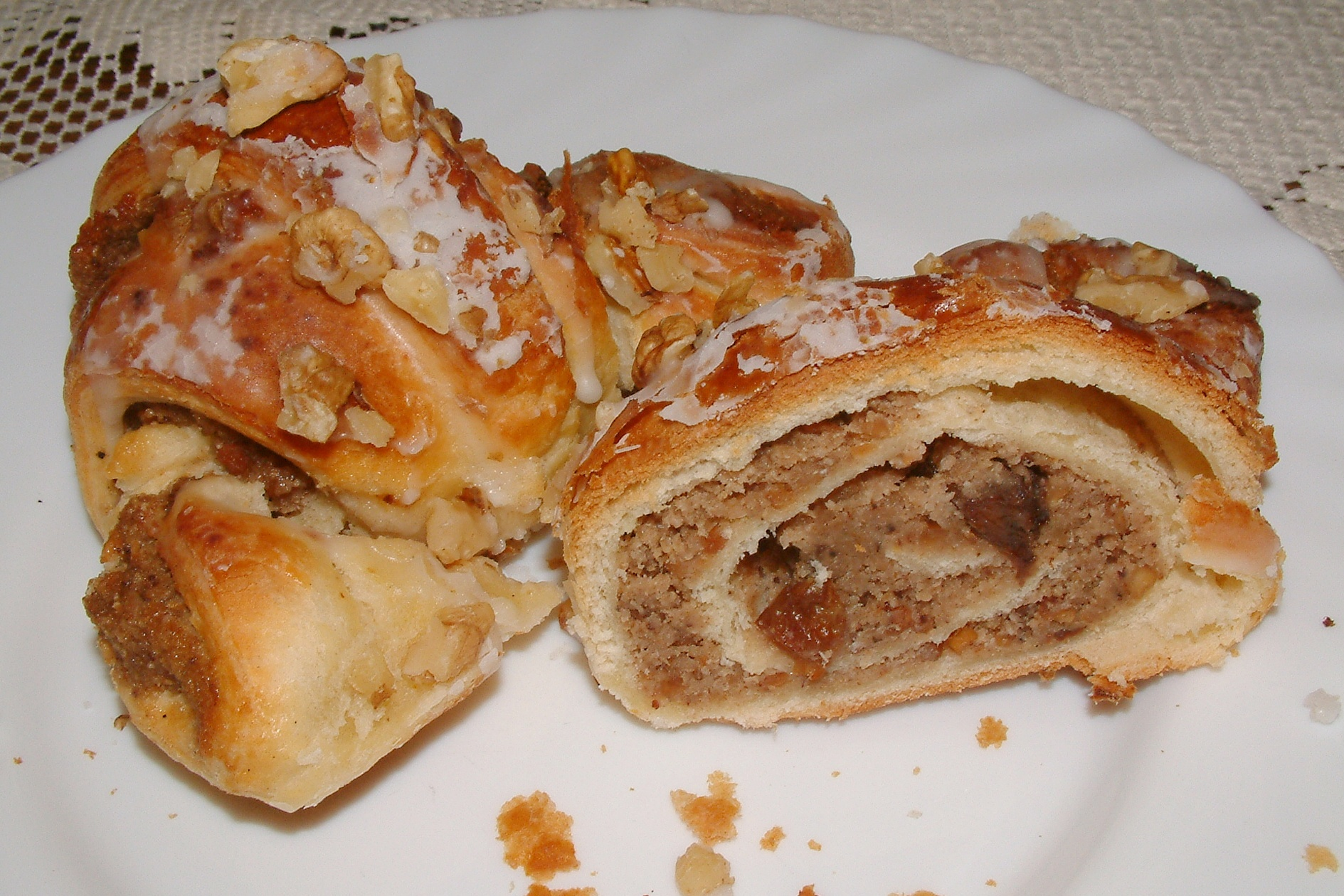
Martinské rohlíky z Poznaně / Rogale świętomarcińskie, 2008

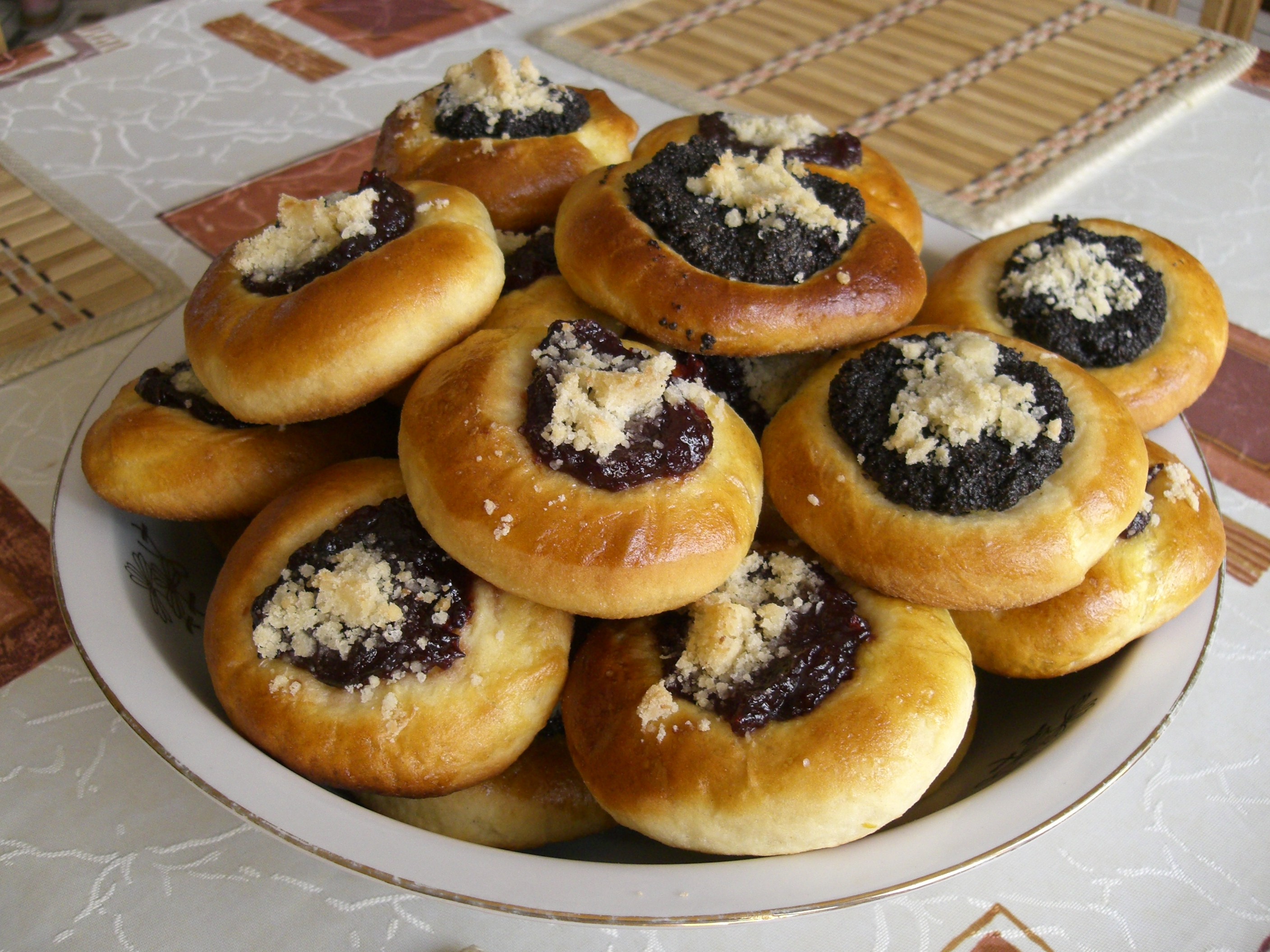
České makové a povidlové koláče, 2005

Utři hodně ¼ kila čerstvého másla, přidej k němu tři žloutky, dvě celá vejce, 4 dekagr. rozdělaných lisovaných kvasnic, kus tlučeného cukru, s půl citronu kůru, koflík vlažné smetany, a přimíchej k tomu ¼ kila pěkné mouky, osol to trochu a těsto náležitě vypracuj: kdyby bylo řídké, tedy přidej ještě dle uznání mouky a nech je zkynout; potom je dej na vál posypaný moukou, rozválej je tence, nakrájej z něho kružátkem na tři prsty široké a asi šest prstů dlouhé lístky, pomaž každý připravenou již nádivkou: tvarohem, povidly nebo mákem, zaviň je, utvoř úhledné rohlíčky, klaď je hezky od sebe na plech máslem pomazaný, pomaž je rozkloktaným vejcem a nech je pěkně upéci; pak je posyp tlučeným cukrem a urovnej je úhledně na talíř.
Rettigová, Magdalena Dobromila, Domácí Kuchařka, 1888, s. 392
Posvícenský koláč se „nesuší” v troubě na plechu, ale o posvícení v každé chalupě se protápí pec jednou, dvakráte neb vícekráte dle hostí, domácích a dle potřeby. Kvůli koláčům kdesi odložili posvícení, až bude pšenice zralá, vymlácená a semletá. Ani kázání v kostele nepomohlo. Teď se vezme prostě pytel „nulky" a odvede se pšenice později... Koláče se dělaly s mákem (to se rozumí samosebou), s povidly, (z hrušek, jablek i švestek), jíchové, skořicové, s homolkou, tvarohové, české i německé, skládané i „rozpláclé", jednoduché i s trojím mazáním, na plechu, papíře i javorových listech... Těmi se zve, ty projdou celou obec, jsou předkládány na zkušebný zub, prohlíženy se všech stran, a pak se teprve pronáší se o nich soud: „Ty placky jsou jako houžev.” nebo „Ten Boží dar jest jako dort.” Jenom když jsou kvasnice čerstvé a pec v pořádku. Dělnic jest dost. Celá ženská přízeň se dostaví a táhne od stavení ke stavení.
Martinské koláče, rohlíky a martinská husa, Plzeňský obzor 1910 

### Martinská koleda
V Holandsku, Flandrech, Porýní, Vestfálsku, v okolí Hannoveru, Staré marky, v Braniborském markrabství, v okolí Ansbachu a ve Švábsku chodili děti a chudí v předvečer svatého Martina, tedy 10. listopadu, po martinské koledě (Martinssingen), za kterou dostávali šunku, špek, párky, jablka, hrušky, ořechy, sušené ovoce, ale také peníze, za což dárcům vyřizovali poděkování od sv. Martina („Märten is en gaut Mann, dei et wol vergellen kann”). Pokud nic neobdrželi, odtáhli koledníci s nadávkami o dům dál. Ve Švábsku obcházel po domech „Pelzmärten” a v Holandsku za biskupa převlečený muž s berlou.

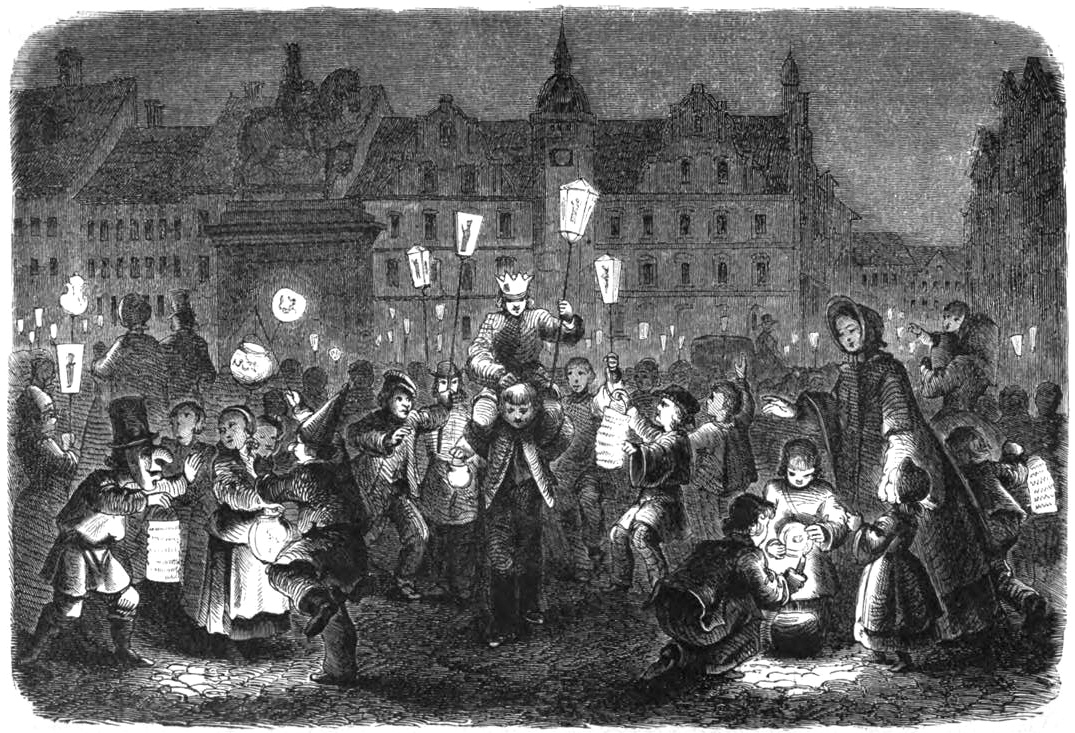
Den sv. Martina / Martinsfest, Düsseldorf 1863

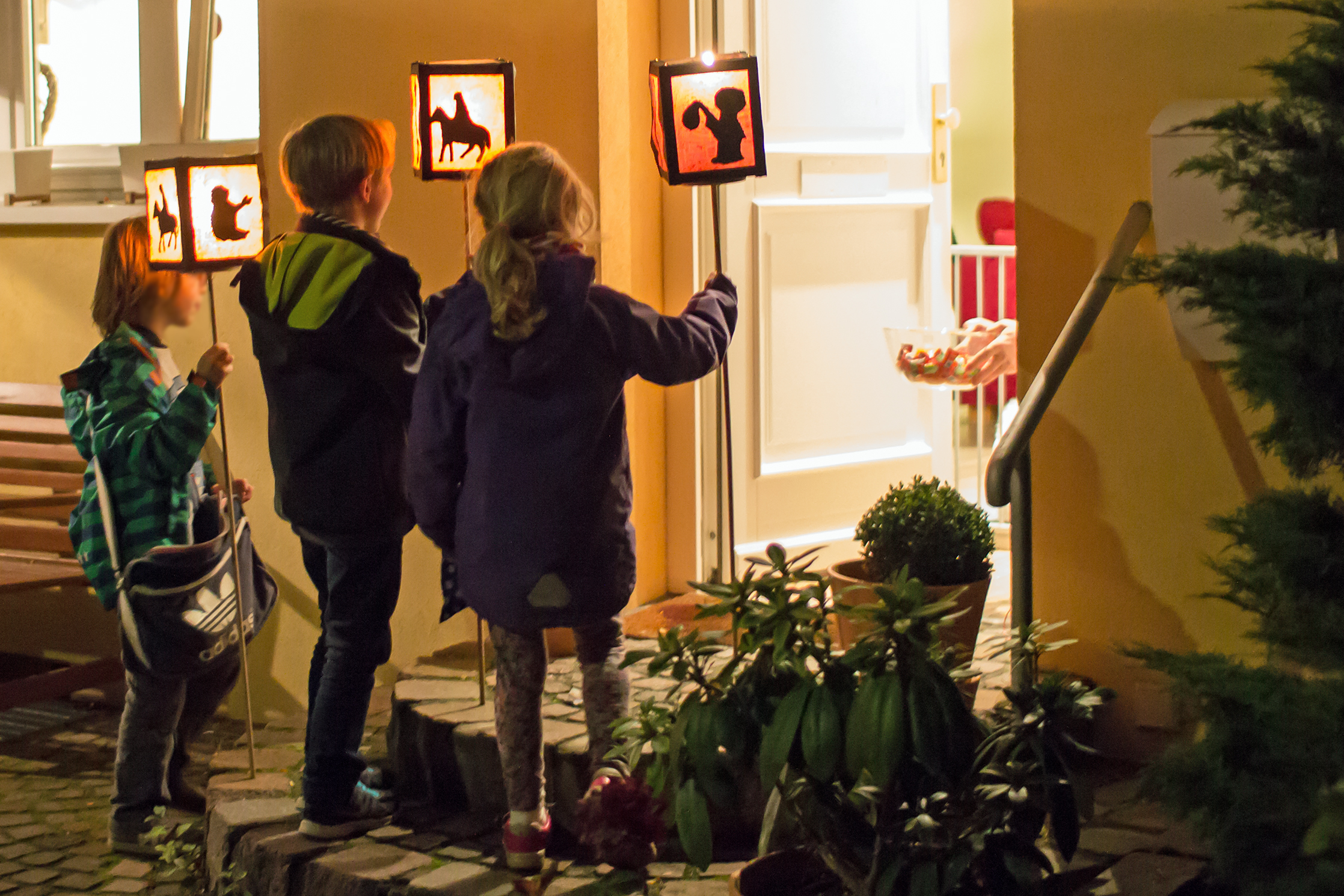
Martinská koleda / Martinssingen, Köln-Neuehrenfeld 2015

Podle profesora Čeňka Zíbrta si v Čechách ve 14. století martinskou koledou přilepšovali nejen chudí žáci a kanovníci, ale také katové (r. 1390 účast zakázána). Koledovali po domech zámožnějších měšťanů a ve svých koledách, z nichž se některé z 15. století zachovaly, se dovolávali štědrosti svých spoluobčanů podle sv. biskupa Martina, který se s prosícím žebrákem rozdělil o svůj vlastní plášť. Postupem doby martinská koleda v Čechách a na Moravě vymizela.
Žákovská svatomartinská koleda (staročeština)

Svatého Martina
všeliká rodina
dnes ščedrost zpomíná
beze všeho statku
vesele s čeládkú.
Tučnú hus, hus, hus,
tučnú hus, hus, hus,
tučnú hus jí, víno pie,

beze všeho smutku.
Čeněk Zíbrt: Veselé chvíle v životě lidu českého

### Martinské ohně
Tradice martinských ohňů / Martinsfeuer, které se zapalovaly po celém Německu, Holandsku a v Belgii, byla udržována v 19. století jen v určitých oblastech. Spisovatelka Ida von Reinsberg-Düringsfeld (1815–1876, Dolní Slezsko) na konci 19. století napsala: „Jakmile se v předvečer svátku svatého Martina setmí, rozzáří se na kopcích a podél břehů Rýna mezi Kolínem a Koblencem tisíce ohňů, obzvláště v oblasti Sedmihradského pohoří.” Martinské ohně symbolizovaly také vyřezávané svítilny z krmné řepy (Futterrübe) a tykví, nošené na holi s uvnitř zapálenou svící (Stocklämpchen). Na začátku 20. století se ulice měst v Dolním Porýní plnily po několik večerů zpěvem a halasnou mládeží, oslavující svátek sv. Martina zapalováním martinských ohňů a průvody s hořícími pochodněmi a lampiony z barevného papíru nebo vydlabané řepy. V Düsseldorfu se martinský večer / Martinsabend stal vyloženě národní oslavou. V některých oblastech obcházely děti s lampiony a svítilnami dům od domu s martinskou koledou / Martinssingen. Zejména na severu Německa se mládež maskovala a ve Slezsku nechyběl martinský rohlíček (Martinshörnl). Ve 30. letech 20. století planuly v oblasti Sedmihradského pohoří (Siebengebirge) na březích Rýna v předvečer sv. Martina nejen na tisíce ohňů, ale pasáci v těchto krajích předstupovali před své chlebodárce převlečeni za sv. Martina a předávali mu zázračný svatomartinský prut. Ve Švábsku, Braniborsku a Vestfálsku byly děti obdarovávány ořechy a jablky.

### Martinské posvícení
Původ nevázaného veselí a hodování má snad kořeny ve Francii, kde již 150 let po smrti sv. Martina v Toursu ukazovali zázračnou vinnou révu, „jež prý Martin zasadil”. Tak se stal sv. Martin v této své vlasti patronem vína, vinařů (Burgundsko) a pařížských hostinských, kteří pojmenovávali hostince jeho jménem „Au grand St. Martin”. „Bakchický kult” se brzy rozšířil do Německa a ostatních zemí (Portugalsko, Španělsko). Od 6. do 7. století začínala v křesťanské víře třetí velká postní doba, trvající od sv. Martina do Vánoc (něm. Martinsfasten), před kterou se pojídalo maso a jiné v půstu zapovězené pokrmy. Postupem času byl tento 40 denní předvánoční půst zmírněn a zůstal jen půst adventní. I přes zrušení postní doby po sv. Martinu se martinské hodování udrželo.

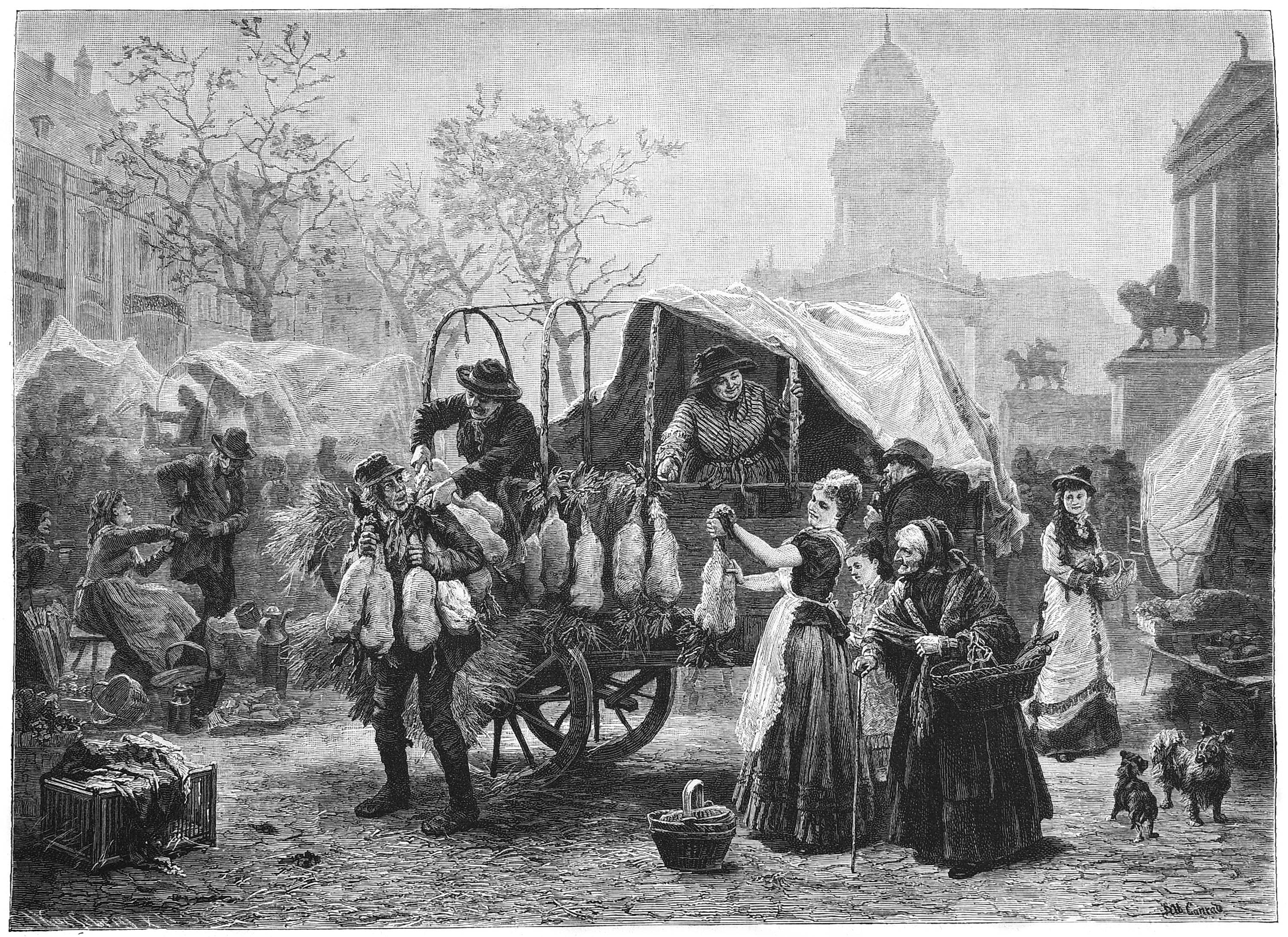
Berlínský husí trh / Berliner Gänsemarkt, 1879

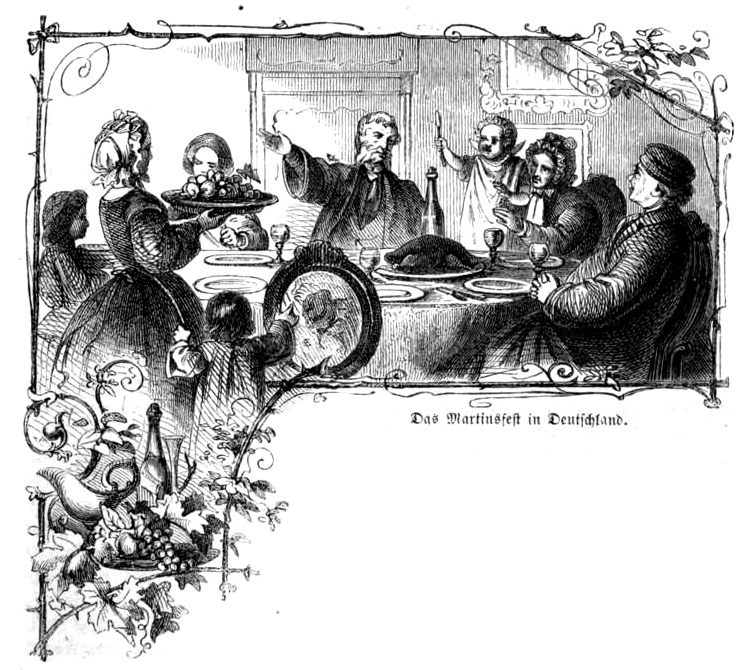
Svátek sv. Martina v Německu / Martinsfest in Deutschland, 1883

Staří křesťané si na tento svátek dopřávali větší hojnost masa, zejména pečenou husu. Den svátého Martina byl důležitým hospodářským mezníkem, končila pastva, chystaly se zásoby na zimu, konzervovaly se pokrmy a dokvašovalo se víno. Oslavy spojené s hody a pitím se pak později připojily ke svátku sv. Martina, v jehož den čeládka ukončovala služební rok a slavila několik dní svobody, a to někdy tak hlučně a nevázaně (zejména v 15. a 16. století), že vzniklo pořekadlo, že účastníci „světí Martínka” a nevázaným rozmařilcům se přezdívalo „Martínkové“.
Od 16. století je v německých literárních pramenech možné pozorovat spojení „martinské husy” s oslavováním svatého Martina. Tak například německý kronikář Sebastian Frank (kolem 1596–1676) napsal: „Především holdují svátému Martinu dobrým vínem a husami, až jsou přecpáni; nešťastný dům, kde by neměli na tu noc husu na stole; tu načínají nové víno, tu ve Würzburgu i jinde dávají dobrou pomoc chudým.” K tomu se v Německu konaly o nedělích po Martinu všeliké průvody / Martinsumzug, jejichž účastníci zpívali martinské písně, na kopcích pálili martinské ohně / Martinsfeuer - Märtesfeuer a kluci šlehali děvčata martinskými metlami / Martinigerte. Martinské metly byly známé v Dolním Bavorsku, Horní Falci, na Šumavě, na jihu Německa a Rakousku, kde byl tento zvyk praktikován různými způsoby.
V době kolem svátku sv. Martina ukončili svůj úkol i pastýři, kteří dostávali odměnou obilí, jehož bylo u sedláků po vymlácení dostatek a jež sedláci odměřovali v určitý den, obyčejně v den svatomartinský, všem obecním služebníkům (ponocnému, hajnému, učiteli). Obyčejně se tak dělo za účasti obecní hromady, kdy obec skládala účty a kdy sedláci oslavovali konec sklizně, zúčtování i nové volby. Za obilí, které po výplatě služebníkům zbylo, sedláci hodovali a pili a v některých oblastech přispívali k hodům i pastýř a ostatní služebníci a někdy i chalupníci s domkáři. V Čechách (zejména v jižních Čechách) nazývali tuto slavnost „býkova svatba“, na Moravě „sépka“ a v německém pohraničí západních Čech „Hirtenschüttung" (pastýřská sýpka).
V druhé polovině 19. století sestávalo martinské posvícení (hody), které se po redukci státních církevních svátků odehrávalo většinou o první neděli po sv. Martinovi (zákon č. 21/1895 ř. z, upravoval nedělní a sváteční klid), hlavně z domácího hodování a spolkových „martinských tancovaček”. Pořadatelé tanečních zábav (někdy i kostýmovaných) často do programu zahrnovaly „licitace martinského rohlíku”.
Martinské posvícení pořádá zítra v neděli dne 9. listopadu omladina farnosti svatotomášské v prostranných sálech v Luženkách. Hudbu obstará kapela brněnských ozbrojených ostrostřelců pod osobním řízením p. J. Opelta. Zábava zahájí se průvodem přesně o 7. hodině večer. Žádá se ctěné obecenstvo, aby se dostavilo co možná před 7. hodinou do vedlejší místnosti, kde se průvod sestaví. První polka („Veleslavěnka”) vyhrazena jest pro „stárky" a kostýmované obecenstvo. Na programu tanečního pořádku nachází se také národní čtverylka, kterou nacvičil a aranžovati slíbil p. R. Pukl. Vstupné za osobu 40 kr., rodina (pán a 2 dámy) 1 zl. — Pořadatelstvo doufá, že mu ctěné obecenstvo zachová přízeň i tentokráte, jelikož nešetřilo ni práce ni hmotných výdajů, a stanovilo vstupné co nejníže, a poctí posvícení to nejčetnější návštěvou.
Moravská orlice, 1890

### Martinské víno
V zemích s vinařskými oblastmi bylo na sv. Martina zvykem ochutnávat nové víno („Heb an Martini, trink Wein per cirkulum anni.”). Středověké úrokové knihy z německých a švýcarských vinařských oblastí uvádí, že vinaři odváděli vrchnosti, klášterům, kostelům a kněžím úroky z vína (Weingesälle). Sebastian Frank ve svém díle „Weltbuch” (r. 1542) uvádí, že Frankové: „Především holdují svátému Martinu dobrým vínem, chlastají do plna; nešťastný dům, kde by neměli na tu noc husu na stole; tu načínají nové víno, které dosud uchovávali.” („Erstlich loben sy St. Martine mit guotem Wein, saufen bis sy voll werden. Unselig ist das Hauß, das nicht auf diese Nacht eine Gans zu essen hat; da zapfen sy ihren neuwen Wein an, die sy bisher beholten haben.”)
Ve württemberských klášterech preláti podělovali martinským vínem / Martinswein (tzv. „Martinstrank”) veškeré obyvatelstvo: například v proboštství Nellingen obdržel každý leník jeden žejdlík (německy Maß, Seidel), každý stařec a každá žena půl žejdlíku a každý pacholek, děvečka a dítě (dokonce i novorozeně v kolébce) čtvrt žejdlíku. Obdobně se tak dělo v 18. století ve městě Hanau, kde měšťané Starého města každoročně obdrželi (na památku vyhnaných mohučských úředníků a žoldáků o martinské noci v roce 1419) žejdlík martinského vína ze zámeckých sklepů nebo ve městě Šmalkaldy (Schmalkalden), kde se rozděloval vinný mošt všem úředníkům, pastevcům, omývačce mrtvol (Totenfrau, Leichenfrau) a na obou chlapeckých školách. Jinde zase věřili, že sv. Martin proměňuje mošt na víno (německy „Marteine, Marteine, mach das Wasser zu Weine!”). V Halle an der Saale stavěly děti o martinské noci džbán s vodou do saliny, který pak rodiče tajně naplnili moštem a k němu přikládali martinský rohlík.
V německém pohraničí Šumavy zase obyvatelstvo věřilo, že kdo se svatomartinského vína napije, bude silný a krásný, proto se také chlapci a děvčata o sv. Martinu scházeli v hostincích ke společnému pití vína. V Čechách se tradovalo: „Radosti Martina jsou hus a džbán vína.” či „Post Martinum, bonum vinum.” (Po Martině víno dobré.) Ve starobylých kalendářích byl u jména sv. Martina vyobrazován »roh« (k pití). Na den sv. Martina se v 19. století zpívávalo:
Všichni svatí s vínem sem jsou, Vilibrod i hosti přijdou; Martin maje šenkovati a nejprv vykoštovati.
Cisiojan z r. 1656

## Pryč od Říma!
Od počátku nové Československé republiky se v náboženské oblasti, stejně jako v ostatních oblastech života společnosti, projevoval vliv sekularizace. Takzvaný „kazatelnicový zákon" (zákon č. 111/1919) kněžím zakazoval pod trestem vězení během kázáních vznášet kritiku k platným či navrženým československým zákonům, doporučovat či kritizovat určité politické strany nebo organizace, volební kandidáty a politický tisk. V březnu roku 1925 (zákon č. 65/1925) vyhlásilo Československo namísto zrušených svátků nové památné dny: 1. máj, 5. červenec (svatí Cyril a Metoděj), 6. červenec (výročí upálení Jana Husa), 28. září (svatý Václav se svatováclavským posvícením) a 28. říjen (vznik ČSR), na které se vztahoval zákon o nedělním a svátečním klidu. U zavedení svátku Cyrila a Metoděje i svatého Václava se jednalo spíše o vstřícné gesto vůči katolíkům.
Ve 30. letech 20. století tak začalo ubývat označení „svatomartinské” či „martinské” a listopadové plakáty lákaly jednoduše na „posvícenskou zábavu” i před dnem svatého Martina (např. „Nejlepší posvícenská zábava, s husou v tombole, bude v neděli 3. 11. u Křížů. Pořádá AFK Slivenec”). Děti se radovaly z pouťových cukrovinek, střelnic a kolotočů a ve venkovských statcích a chalupách se plnily spíže lahůdkami nejen z husy a vepřů, ale také různorodým pečivem. U posvícenského oběda se scházela nejen celá rodina, ale i chasa a často i přespolní příbuzní a známí. Podzimní lampionové průvody na způsob německých pořádala zejména Československá obec sokolská. Konaly se však k oslavám narození Miroslava Tyrše či ke vzniku republiky 28. října.
Za našich mladých let bývaly hody jako řemen. Odpoledne před hody přijeli světáci s ingršpílem (kolotoč)... Nejstarší světák odstranil, plachtu a naše království točilo se před námi: bujní oři v poskoku, zasněné laně v plavném kroku, korbičky, vozíky a mořské panny. Půl žena a půl ryba s ocasem... V ruce tyč a v prudké jízdě trefovali jsme do šajby. Byl to hrdina, šťastlivý odvážlivec, kterému se pod mistrnou ranou ozval výstřel, vyskočil ptáček! Přispěchal světák s praporkem, hrdina zastrčil jej obyčejně za holínku a jel jako vítěz zdarma ještě jednou dokola. Tím zuřivěji bodal jsem tyčí do vzduchu jako šílenec a ostruhami bodal jsem marně pannu k rychlejšímu letu. A potom už jediný útok na žaludek. V poledne husa, zelí a knedlík a buchet plná komora. Před obecním máje, muzikatni, chasa veselá. Od strýčka pětinku, od táty, od mámy taky. Pistolka v ruce, papírové kapsle v kapse. Myslím, že mi tenkráte už nic nescházelo.
Rozkvět, obrázkový čtrnáctideník, 1927 
Už máme posvícení přede dveřma v síni, jděte pro řezníka ať bije svini, voda se už vaří a z měděnce skáče a zejtra budeme dělat koláče.
Mikoláš Aleš, Špalíček národních písní a říkadel
Ve 30. a 40. letech 20. století bylo v Československu známo na padesát druhů hus (divoké a domácí, bílé a šedé, pomořanské, emdenské, toulouské, labutí neboli čínské, kadeřavé, kanadské a také české). České hospodyně a kuchařky nakupovaly hlavně husy libušské a sadské. Husy libušské byly vykrmovány ovsem na maso, sadské šiškami na sádlo. Česká husa, i když poněkud menší než některé druhy ze západní Evropy, byla známkou prvořadé jakosti a co do jakosti masa a sádla, velikosti a chuti jater i jakosti peří nedostižná. Libušská výkrmna (založena Františkem Šťastným), nakupovala domácí husy z různých koutů jižních Čech a Pošumaví, které následně po dobu tří až čtyř neděl vykrmovala, škubala (též třídila peří na prachové, drobné a brky) a rozvážela na trhy do Prahy a celé řady dalších měst.
Martinská husa neunikla ani reklamě. Československo navázalo na zavedenou praxi z monarchie a využívalo oblíbený reklamní plakát, plechové či smaltové cedule, reklamní sdělení s tradiční kombinací obrazu a nápaditou veršovanou pobídkou. Pokrok a modernizace s sebou od poloviny 30. let přinesl reklamní filmy, reklamu v rozhlase, na gramofonových deskách či diapozitivech. Získat své pravidelné čtenáře se pokoušely také časopisy a noviny.
Martinská husa. Vyslovte tato slova několikráte za sebou a neodoláte pokušení, abyste se svou drahou polovičkou se domluvil, jestli by nemohla se letos častěji objevit na Vašem stole obložená nadýchanými knedlíky a šťavnatým zelím k potěše a blahobytu všech příslušníků Vaší rodiny. A takovou možnost, připraviti svým milým překvapení pěknou posvícenskou husičkou, aniž by za ni haléře vynaložili, bude míti čtenář ROZKVĚTU v měsíci říjnu a listopadu, v měsících posvícenských. Žádný trik, žádné losování, žádné rozdávání prémií. Každý bude míti možnost si ji opatřili, aniž by svůj rozpočet zatížil. Jsme na plné vysvětlení připraveni pro 40. číslo ROZKVĚTU. jež vyjde jako první po 1. říjnu, tedy počátkem nového kvartálu. Hodí se nám to právě, poněvadž v tu dobu rozhodují se mnozí, který časopis na nové čtvrtletí si předplatí.
Rozkvět, obrázkový čtrnáctideník, 1927

## Sekularizace za totalitních režimů
Politické náboženství, vytvořené nacisty za Třetí říše, mělo proniknout do všech oblastí života. Zavedený národně-socialistický sváteční rok sice vycházel z kalendáře křesťanských svátků, ale v budoucnu je měl zatlačit do pozadí a nakonec zcela nahradit. V NS- ideologii („krev a půda”) představovalo rolnictvo jeden z hlavních pilířů německého národa. Vzhledem k tomu, že se venkovské obyvatelstvo mělo s novým režimem identifikovat, byl den 29. září (první neděle po sv. Michaelovi) vyhlášen za „čestný den rolnictva”. V letech 1933–1937 se na počátku října na „Bückebergu” (poblíž města Hameln, Dolní Sasko) odehrávaly megalomanské celonárodní dožínky („Díkuvzdání za žně”, Reichserntedankfest), jehož pompézní průvody ve stylu germánského novopohanství připomínaly církevní procesí.
Dne 9. listopadu nacisté vzpomínali „na padlé za hnutí” (Gedenktag für die Bewegung) a na ten navazoval zimní slunovrat (21. prosinec) s germánským „svátkem Jul” a „nacionálně-socialistické Vánoce.” Od roku 1933 byly martinské průvody využívány k propagandě organizací Hitlerjugend (HJ) a Nationalsozialistische Volkswohlfahrt (NSV), výtěžek z losů za martinskou husu pro Winterhilfswerk (WHW) a od roku 1938 byly průvody a procesí zakázány. Vídeňské noviny, orgán české menšiny ve Vídni, připomínaly svým (i protektorátním) čtenářům „martinské posvícení” naposledy před zrušením v roce 1941, kdy se u tradice martinské husy odvolávaly na J. Svátkovu pověst o knížeti Oldřichovi a uhlíři. Svátkový zákon byl během protektorátního období mnohokrát měněn a upravován. Protektorátní tisk si mohl „kulantně sepsané” posvícenské články dovolit až do posledního podzimu v roce 1944.
Věřte nebo nevěřte těm dvěma legendám, asi většina venkovských chovatelů dává za pravdu logičtějšímu výkladu, na který přišla jistě moudrá hlava, že o svátém Martinu se pobíjejí proto husy, poněvadž v té době první krmné husy dorůstají. Hlavni věcí však je, že svátek Martinův a pečená husa patří od pradávna nerozlučně k sobě. Upéci husu pěkně do zlatova, bývalo kdysi velkým uměním hospodyněk, asi jako dnes vystačiti s přídělem...My si dnes z toho všeho dáme jen pozor, zda přijede ten husí patron na bílém koni... To bude jediné, čím památku husího patrona jak náleží uctíme.
Miron Cyril Sígl, Polední list 1944

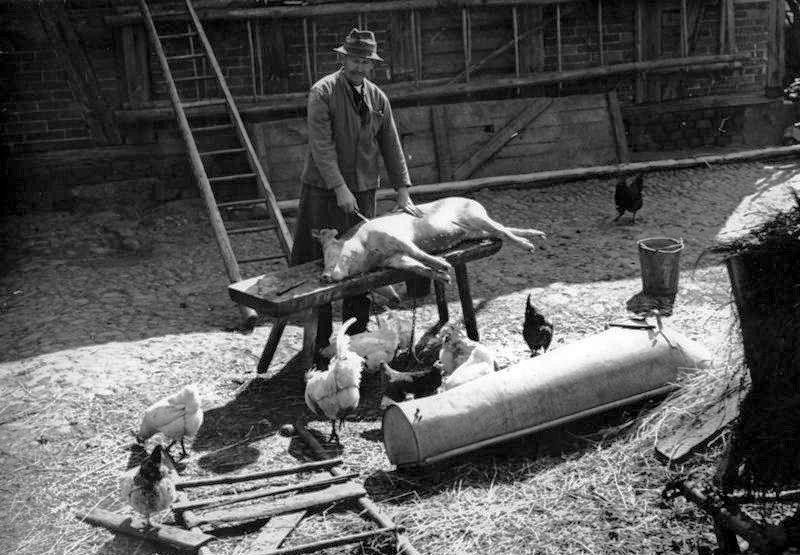
Domácí zabíjačka / Hausschlachtung 1947 (Bundesarchiv, Bild 183-2005-0728-524)

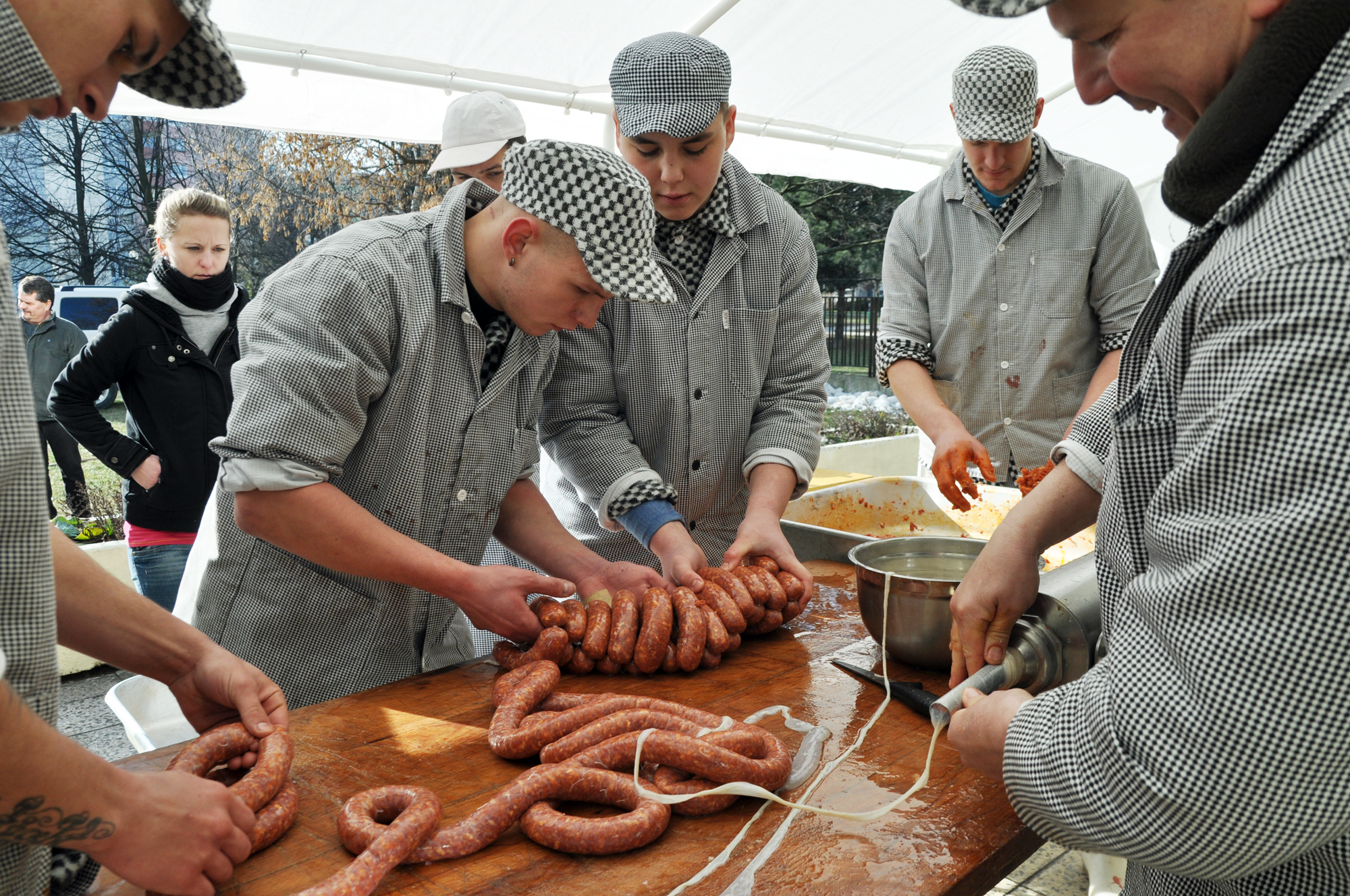
Zabíjačka, 2013

Krátké poválečné intermezzo přineslo opět prvorepublikové „posvícenské zábavy”. Martinské oslavy a hodování stěžovalo (tak jako za 2. světové války) vázané hospodářství s příděly potravin, které trvalo až do roku 1953. Domácí porážka vepřů se ještě roku 1946 povolovala sedlákům (samozásobitelům) jen tehdy, pokud splnil předepsané dodávky a dílčí kontingent. Na podzim roku 1946 povolilo ministerstvo výživy prodej „vánoční” husy. Cena za vykrmenou husu se pohybovala u polotučné kolem 72 Kčs za 1 kg (1 kg sádla z 1 kg s červeným razítkem), u plnotučné kolem 80 Kčs za 1 kg (3 kg sádla z 1 kg s černým razítkem). Po komunistickém puči v roce 1948 zůstal začátek listopadu vyhrazen Ústředním výborem KSČ oslavám Velké říjnové socialistické revoluce, kdy rok co rok 7. listopadu vyrážely do ulic měst a obcí lampionové průvody za povinné účasti celých škol. V roce 1951 komunisté zrušily všechny církevní svátky (zákon č. 93/1951).
Velká manifestace pražského lidu k výročí Velké říjnové revoluce.

Manifestaci pražského lidu ve Strojnickém paláci na Starém výstavišti k 32. výročí Velké říj. nové revoluce v pondělí 7. listopadu v 17 hodin zahájí ministr školství, věd a umění dr. Zd. Nejedlý. Po jeho projevu přinese štafeta, vracející se od sovětských hranic, poselství sovětského lidu. Poté následují hlavní projevy, které učiní předseda vlády A. Zápotocký a velvyslanec SSSR v Praze M. A. Silln. Po manifestaci bude uspořádán ve 20 hodin na nábřeží kapitána Jaroše velký ohňostroj, jímž bude znázorněna stalingraďská bitva. Slavnostní večer bude zakončen lidovou veselicí a lampiónovým průvodem ČSM. Již v předvečer této veliké oslavy čs.-sovětského přátelství zazní v neděli 6. listopadu v 19 hodin slavnostní fanfáry z obnovené radniční staroměstské věže. Na pořadu je kromě děl našich předních skladatelů i slavnostní fanfára M. Smatka „Pozdrav Sovětskému svazu".
Rudé právo, 5.11.1949, titulní strana

## Pranostiky
Svatý Martin plnil ještě jednu důležitou misi. V lidových pranostikách mu připadla úloha proroka počasí. Všeobecně se věřilo, že přináší chlad a sníh. V celém Německu a na česko-moravsko-slezském území se proto tradovalo „Na svatého Martina, kouřívá se z komína.” („St. Martin — Feuer im Kamin”), v Porýní věřili, že pokud jsou silné mrazy před Martinem, bude zima na blátě („Gibt es vor St. Martin starken Frost, dann wird der Winter gelind.”), v Polsku obdobně jako v české pranostice „Martinův led, bude vodou hned.” („Wenn die Gans vor Martini auf dem Eise ausgelitscht, kann sie nachher in das Wasser tauchen.") Němečtí sedláci prorokovali krutou zimu v případě, že na sv. Martina neopadalo listí ze stromů a vinné révy („daß ein strenger Winter in Sicht sei, wenn zu Martini das Laub noch nicht von den Bäumen und Reben gefallen ist.")
Ve Francii nastává na sv. Martina babí léto a pavučiny v přírodě, kterým se toto období vyznačuje, nazývali „les filets de St. Martin“ (sítě sv. Martina). V Miláně se tradovalo, že babí léto („Estate di San Martino”) „trvá jen tři dny a kousek”, což odpovídá českému, „když na Dušičky jasné počasí panuje, příchod zimy to oznamuje” (německy „Am Tage Allerheiligen kleiden sich die Großen warm; an St. Martin thut es Groß und Klein.”, „An den Todten hüllen sich die Frostigen ein. An Martini thut er Groß und Klein.”) Na vrchovině Eifel (Eifelgebirge) se tradovalo, že pokud přijede Martin na šedém koni (na mlhách), bude zima mírná („Wenn aus Martini Nebel sind, Wird der Winter gelind.”) a Němci v Čechách byli názoru, že mraky na sv. Martina věští zimu nestálou („Wolken am Martimtag — Der Winter unbeständig werden mag.”)
Obyvatelé severní Itálie dokonce radili, že „pokud na sv. Martina zachází sluníčko za mraky, měl by sedlák prodat chleba a ponechat si krávu, pokud ale zachází za jasného počasí, měl by prodat krávu a ponechat si seno”. Od počasí na sv. Martina závisela také úroda, takže sedláci na severu Německa věřili, že sníh na sv. Martina poškodí osivo („Martinsschnee Thut dem Getreide weh.”) a sedláci v Porýní, že jej poškodí mrazy hned po deštivém Martinovi („Wenn's um Martini regnet und bald darauf Frost eintritt, so bringt der Saat Schaden.”) Z husí kobylky se věštilo jak po celém Německu a Rakousku tak i na území Čech, Moravy a Slezska.
Z martinské husy dostával nejnižší sluha křídlo, aby prý při práci jen lítal, vyšším podávalo se stehno, hospodář ale sám si ponechával kobylku a sanici. Z kobylky prorokoval vlastnost budoucí zimy, kobylka bílá nebo přimodralá znamenala tuhou zimu. Sanici usušenou trhával pak hospodář s hospodyní, kdo kratší kousek podržel v ruce, umřel prý dříve.

Na svatého Martina, bývá dobrá peřina. — Na svatého Martínka bude dobrá peřinka. A po svatém Martině schováme se v peřině. —
 Martinův led, bude vodou hned. — Přijede-li Martin na bílém koni, Metelice za metelicí se honí.  — Na svatého Martina, kouřívá se z komína. — Sníh se sype velkou mocí, svátý Martin jede v noci. — Kdo Martinka zhusta světí, statek dýmem mu vyletí. — Kdo Martinka často světí, husy, koury mu uletí; dům, dvůr, louku i dědinu — přivede vše na mizinu. — Jižní vítr na Martina, to bude mírná zima. — Když svatý Martin se sněhem přiběžel, bude v něm celý měsíc ležet. — Na svátého Martina, nejlepší je husina, pohleď na hruď i na kosti, poznáš, jaká zima se přihostí. — Radost Martina, je hus a džbán vína. — Svatý Martin přijíždí na bílém koni. Přijede-li na šedém (mlhy), bude zima střídavá, přijede-li na žlutém (sucho), přijde zima tuhá a suchá. — Na den sv. biskupa Martina milý hospodář a jeho družina husy jedí, víno k tomu pijíce, štědrého Martina chválíce; páni, žáci a kněží se radují, neb se jim koledy přibližují. Pacholci a dívky svobodu mívají, a u jiných pánův se zjednávají. (Selská pranostika z r. 1710)